# Daniel Adam z Veleslavína
Daniel Adam z Veleslavína (31. srpna 1546 Veleslavín u Prahy – 18. října 1599 Praha) byl český nakladatel, spisovatel, bohemista, lexikograf, historik, filozof, překladatel, organizátor literární činnosti, humanista a vysokoškolský pedagog. Svou činností velmi ovlivnil českou literaturu, proto období, kdy působil, se nazývá dobou veleslavínskou.

## Život
Pocházel z vážené měšťanské rodiny Adamů z Veleslavína.
Vystudoval historii na pražské univerzitě, v letech 1569–1576 na ní jako mistr přednášel. Roku 1576 se oženil s dcerou knihtiskaře Melantricha a začal se podílet na činnosti tchánovy tiskárny, zprvu jako autor. V roce 1578 zde vydal svůj Kalendář historický a o rok později Slovník latinsko-český. V roce 1580 tchán zemřel a o šest let později také jeho syn Jiří, který rodinný podnik značně zadlužil. Daniel Adam v roce 1586 tiskárnu převzal a přivedl ji k rozkvětu. Zasloužil se o vydání 139 publikací s výtečnou typografickou úpravou (62 latinských, 60 českých, 2 německé a 15 vícejazyčných). Byl jedním z prvních vydavatelů notových tisků. Jeho hlavní činnost nespočívala ani tak v psaní, jako v organizaci, opravě a překladech. Vytvořil kolem sebe okruh autorů, kteří stejně jako on chtěli šířit vzdělanost a kulturní rozhled mezi široké vrstvy obyvatelstva. Vydával populárně naučné spisy z mnoha oblastí lidského života, např. historie, zdravovědy, práva, morálky. Výrazně přispěl k rozvoji českého jazyka. Vydávané knihy byly psány vytříbenou češtinou.
Od roku 1578 užíval ke svému jménu přídomek „z Veleslavína“ podle rodiště svého otce. Na jeho erbu byl okřídlený kůň Pegas jako symbol duchovního vzletu, nad ním helmice s párem křídel, hvězdou a iniciálami DZW.
Byl významným měšťanem Starého Města, působil v městské správě i jako rozhodčí na univerzitě. Pečlivým hospodařením nabyl několik domů, vinic a polností.
V roce 1595 se odstěhoval do okolí Mladé Boleslavi, kde dožil svůj život. Zemřel v Praze 18. října 1599, několik dní po návratu ze své vinice, kde se nachladil a dostal horečku. Přesná příčina smrti nebyla objasněna. Tiskárnu potom vedla jeho žena Anna se svým druhým manželem, tiskařem Janem Bohutským. Od roku 1613 pokračoval v její činnosti syn Samuel Adam, který byl stejně jako otec stoupencem Jednoty bratrské. Po stavovském povstání musel odejít do exilu a tiskárna byla zkonfiskována ve prospěch jezuitů.

## Dílo

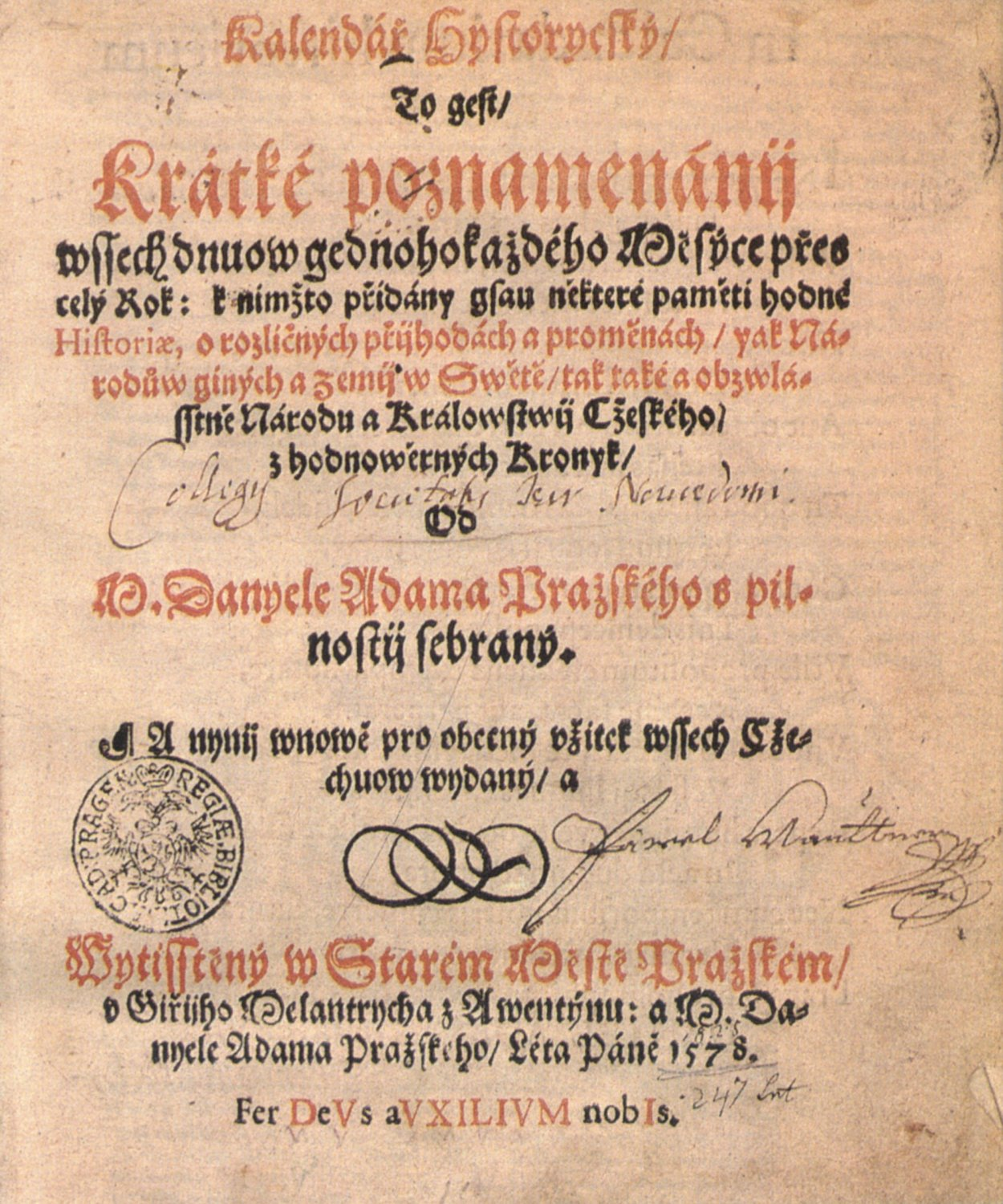
Titulní list Veleslavínova Kalendáře historického z roku 1578

### Autorská tvorba
- Kalendář historický
- Kroniky dvě o založení země české (1585)

### Vydavatelská činnost
Tuto jeho činnost lze považovat za výrazně významnější než vlastní tvorbu.
- Mattioliho Herbář
- Silva quadrilinguis – 1598, bohatství čtyř jazyků. Jednalo se o slovníky latiny, řečtiny, češtiny a němčiny
- Dictionarum latinum s českými výklady
- Cariona Kronika světa
- Sv. Augustina Rukovět
- Politika historica
- Kocínova Abeceda podobojné manželky
- Moudrost Syracha
- Slovník latinsko-česko-německý
- Hosiova kronika moskevská
- Vypsání města Jerusalému
- Hospodář
- Historie církevní od Kocína
- Kronika nová o národu tureckém
- Výklad ke žalmu 91. atd.

## Ocenění

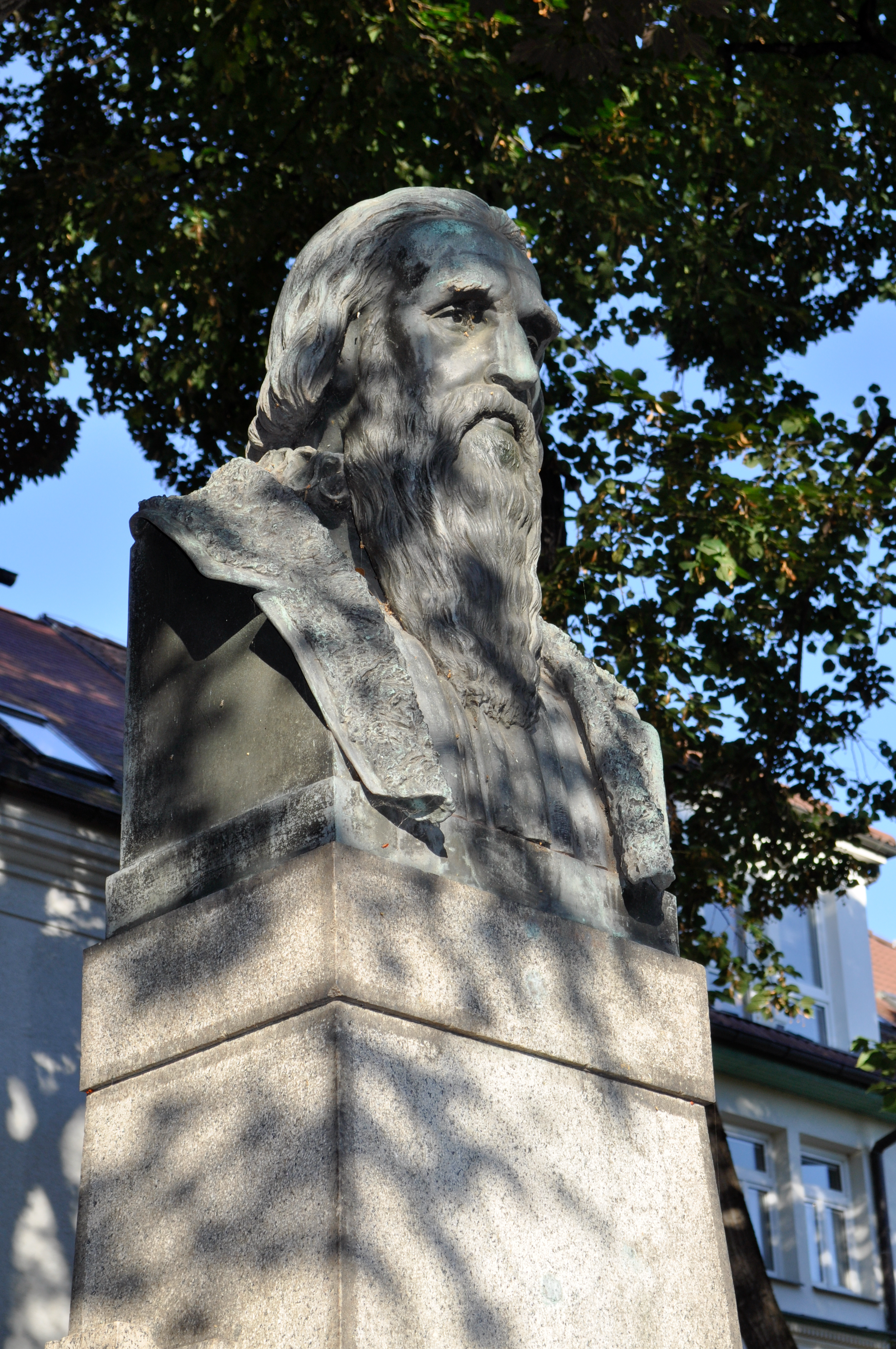
Pomník Daniela Adama z Veleslavína z roku 1902 ve Veleslavíně

Jméno Daniela Adama bylo umístěno pod okny budovy Národního muzea v Praze spolu s mnoha dalšími, viz Dvaasedmdesát jmen české historie.
Po Danielu Adamovi z Veleslavína byla v roce 1878 pojmenována Veleslavínova ulice v historickém centru Plzně, která se před tím jmenovala Dlouhá. Od roku 1945 nese jméno Veleslavínova ulice v katastru obce Moravská Ostrava (dříve Strassmannova (do 1939), Háchova (1939) a Jungova (1939-45). Výše zmíněné poválečné přejmenování ulice po českém bohemistovi kontrastuje s předchozími názvy odkazujícími na politiky Háchu a Junga provázanými s nacistickým režimem a naopak citlivě doplňuje křižující ulici Husovu vedoucí k Husově evangelickému kostelu na Husově náměstí, jakože Daniel Adam byl sám stoupencem církve bratrské.